# Сошично
Соши́чно (укр. Сошичне) — село в Камень-Каширском районе Волынской области Украины. Административный центр Сошичненской сельской общины.
Население по переписи 2024 года составляет 2020 человек. Почтовый индекс — 44543. Телефонный код — 3357. Занимает площадь 6,478 км².